# Velvet
Velvet (anteriorment Galerías Velvet) és una producció espanyola en format de sèrie de televisió produïda per Bambú per Antena 3. Té un cost aproximat de 500.000 euros per episodi. Creada per Ramón Campos i Gema R. Neira, la sèrie gira entorn de l'amor dels protagonistes, Ana Ribera (Paula Echevarría) y Alberto Márquez (Miguel Ángel Silvestre). La sèrie es va estrenar el 17 de febrer de 2014 i va finalitzar en 2016 després de quatre temporades.

## Sinopsi
En l'Espanya de 1958 hi ha un lloc on a tothom li agradaria anar a comprar almenys un cop a la vida: les 'Galerías Velvet'. Ubicades a la Gran Vía madrilenya, entre les seves parets es troben els vestits més elegants, sofisticats i cars del moment, però sobretot s'amaga una de les més maques històries d'amor que s'hagi explicat mai: la d'Ana i Alberto. Ella, una humil modista que treballa a les galeries des que era una nena. Ell, un jove i elegant noi destinat a heretar el majestuós imperi de la moda espanyola que fins ara governa el seu pare, Don Rafael Márquez.
Entre fines teles i vestits d'alta costura que evoquen una vida de somni, tots dos estan disposats a trencar amb les normes de l'època i viure el seu amor més enllà del que pensin els altres i els que intentin impedir-ho. Tot i així, el destí no els posarà el camí gens fàcil per poder viure junts el seu amor vertader, que es convertirà, a causa de les circumstàncies, en un amor prohibit.

## Repartiment de la 1a temporada
Repartiment principal
- Paula Echevarría - Ana Ribera López
- Miguel Ángel Silvestre - Alberto Márquez Navarro
- Aitana Sánchez-Gijón - Blanca Soto Fernández
- Manuela Velasco - Cristina Otegui
- Manuela Vellés - Luisa Rivas
- Marta Hazas - Clara Montesinos Martín
- Maxi Iglesias - Maximiliano "Max" Expósito
- Javier Rey - Mateo Ruiz Lagasca
- Cecilia Freire - Margarita "Rita" Montesinos Martín
- Adrián Lastra - Pedro Infantes
- Miriam Giovanelli - Patricia Márquez Campos
- Sara Rivero - Carmen Soto (episodi 1 - episodi 10)

Amb la col·laboració especial de
- Natalia Millán - Gloria Campos
- José Sacristán - Emilio López

Repartiment recurrent
Amb la col·laboració especial de
- Tito Valverde - Rafael Márquez Encinas † (episodi 1 - episodi 2)
- Asier Etxeandía - Raúl de la Riva (episodi 3 - episodi 15)
- Juan Ribó - Francisco † (episodi 1 - episodi 8)
- Pep Munné - Gerardo Otegui
- Cristina Plazas - Pilar Márquez Encinas
- Cristina de Inza - Aurora "Aurorita"
- Armando del Río - Sergio Canals (episodi 10 - episodi 12)
- Diego Martín - Enrique Otegui (episodi 12 - episodi 15)
- Amaia Salamanca - Bárbara de Senillosa(episodi 12 - episodi 15)
- Peter Vives - Carlos Álvarez (episodi 15)
- Ángela Molina - Isabel Navarro (episodi 15)

Repartiment episòdic
- Ana Labordeta - Cayetana
- Eva Ugarte - Rosa María "Rosamari" Blázquez
- Rut Santamaría - Pepita
- Carlos García - Antonio (episodi 5 - episodi 7; episodi 14)
- Benito Sagredo - Adolfo Valor (episodi 5 - episodi 7; episodi 14 - episodi 15)
- Guillermo Barrientos - Domínguez (episodi 4 - episodi 6)

## Repartiment de la 2a temporada
Repartiment principal
- Paula Echevarría - Ana Ribera López
- Miguel Ángel Silvestre - Alberto Márquez Navarro
- Aitana Sánchez-Gijón - Blanca Soto Fernández
- Manuela Velasco - Cristina Otegui
- Manuela Vellés - Luisa Rivas
- Marta Hazas - Clara Montesinos Martín
- Javier Rey - Mateo Ruiz Lagasca
- Cecilia Freire - Margarita "Rita" Montesinos Martín
- Adrián Lastra - Pedro Infantes
- Miriam Giovanelli - Patricia Márquez Campos
- Maxi Iglesias - Maximiliano "Max" Expósito (episodi 16/1 - episodi 21/6)
- Diego Martín - Enrique Otegui
- Peter Vives - Carlos Álvarez
- Llorenç González - Jonás Infantes (episodi 20/5 - episodi 28/13)

Amb la col·laboració especial de
- Natalia Millán - Gloria Campos
- Ángela Molina - Isabel Navarro / Elena †
- José Sacristán - Emilio López

Repartiment recurrent
Amb la col·laboració especial de
- Juana Acosta - Sara Ortega (episodi 19/4 - episodi 26/11)
- Asier Etxeandía - Raúl de la Riva
- Amaia Salamanca - Bárbara de Senillosa
- Daniel Guzmán - Lucas Ruiz Lagasca (episodi 23/8 - episodi 26/11)
- Silvia Marsó - Julia Lagasca
- Anna Briansó - Herminia Lagasca
- Marisa Lahoz - Sagrario Lagasca
- Juan Gea - Lorenzo Palacios
- Pep Munné - Gerardo Otegui
- Ginés García Millán - Esteban Márquez Encinas (episodi 25/10 - episodi 28/13)
- Kiti Mánver - Consuelo (episodi 28/13)

Repartiment episòdic
- Eva Ugarte - Rosa María "Rosamari" Blázquez
- Rut Santamaría - Pepita
- Benito Sagredo - Adolfo Valor (episodi 16/1 - episodi 20/5)

## Repartiment de la 3a temporada
Repartiment principal
- Paula Echevarría - Ana Ribera López
- Miguel Ángel Silvestre - Alberto Márquez Navarro
- Aitana Sánchez-Gijón - Blanca Soto Fernández
- Manuela Velasco - Cristina Otegui
- Manuela Vellés - Luisa Rivas
- Marta Hazas - Clara Montesinos Martín
- Javier Rey - Mateo Ruiz Lagasca
- Cecilia Freire - Margarita "Rita" Montesinos Martín
- Adrián Lastra - Pedro Infantes
- Miriam Giovanelli - Patricia Márquez Campos
- Diego Martín - Enrique Otegui
- Llorenç González - Jonás Infantes
- Asier Etxeandía - Raúl de la Riva
- Amaia Salamanca - Bárbara de Senillosa
- Daniel Guzmán - Lucas Ruiz Lagasca

Amb la col·laboració especial de
- Dominique Pinon - Philippe Ray
- Ginés García Millán - Esteban Márquez Encinas
- José Sacristán - Emilio López

Repartiment recurrent
Amb la col·laboració especial de
- Cristina Plazas - Pilar Márquez Encinas
- Asier Etxeandía - Raúl de la Riva
- Amaia Salamanca - Bárbara de Senillosa
- Daniel Guzmán - Lucas Ruiz Lagasca
- Silvia Marsó - Julia Lagasca
- Anna Briansó - Herminia Lagasca
- Marisa Lahoz - Sagrario Lagasca
- Pep Munné - Gerardo Otegui
- Kiti Mánver - Consuelo

Repartiment episòdic
- Rut Santamaría - Pepita